# Bayadera brevicauda
Bayadera brevicauda là loài chuồn chuồn trong họ Euphaeidae (Epallagidae). Loài này được Fraser mô tả khoa học đầu tiên năm 1928.